# Desognaphosa windsor
Desognaphosa windsor là một loài nhện trong họ Trochanteriidae. Loài này phân bố ở Queensland.